# Krandegan (Puring)
Krandegan is een bestuurslaag in het regentschap Kebumen van de provincie Midden-Java, Indonesië. Krandegan telt 2514 inwoners (volkstelling 2010).